# Polanka Wielka (gmina)
Polanka Wielka est une gmina rurale du powiat de Oświęcim, Petite-Pologne, dans le sud de la Pologne. Son siège est le village de Polanka Wielka, qui se situe environ 10 km au sud-est d'Oświęcim et 46 km à l'ouest de la capitale régionale Cracovie.
La gmina couvre une superficie de 24,08 km2 pour une population de 4 136 habitants.

## Géographie
La gmina borde les gminy de Osiek, Oświęcim, Przeciszów et Wieprz.